# Famille de Fogasses
La famille de Fogasses, alias Fogassis, est une famille de noblesse piémontaise, installée en Comtat Venaissin et en Dauphiné au XVe siècle.

## Origine
Famille noble originaire de Chieri, en Piémont, une de ses branches s'établie en Provence au XIIe siècle.[réf. nécessaire]
Cette famille a donnée six ambassadeurs de la ville d'Avignon, envoyées auprès des papes Paul III, Paul IV, Clément IX et Urbain III.

## Personnalités
Les principales personnalités de la famille sont :
- Pierre Fougasse, donné en otage à l'évêque de Nice par le comte de Vintimille en 1164,
- Jean Fougasse, écuyer de Gap, consul d'Avignon en 1467,
- Jean Fougasse, chevalier de l'ordre du roi, envoyé en 1600 vers Henri IV pour complimenter sur son avènement à la couronne,
- Jean-Joseph de Fogasses d'Entrechaux de La Bastie, né en 1704, évêque de Saint-Malo,
- Louis-Henri Fogasses de la Bastie, né en 1714, Abbé de Notre-Dame de Cormeilles, agent général du clergé en France,

## Titres
La famille de Fogasses a possédé les titres suivants : 
- Marquis de La Bastie-Rainaud,
- Baron de Sampson.

## Alliances
Les principales alliances de la famille sont : Mutonis, de Brancas, Oddi, Lartissut, d'Arzeliers, de Poitiers, de La Baume-Suze, de Tonduti, de Chevalier, de Bonne, de Cambis, de Forbin, de Berton.

## Héraldique
|  | Armes De gueules au chef d'argent, chargé de trois roses du champ.[réf. nécessaire] |